# Peter-und-Paul-Fenster (Fitz-James)

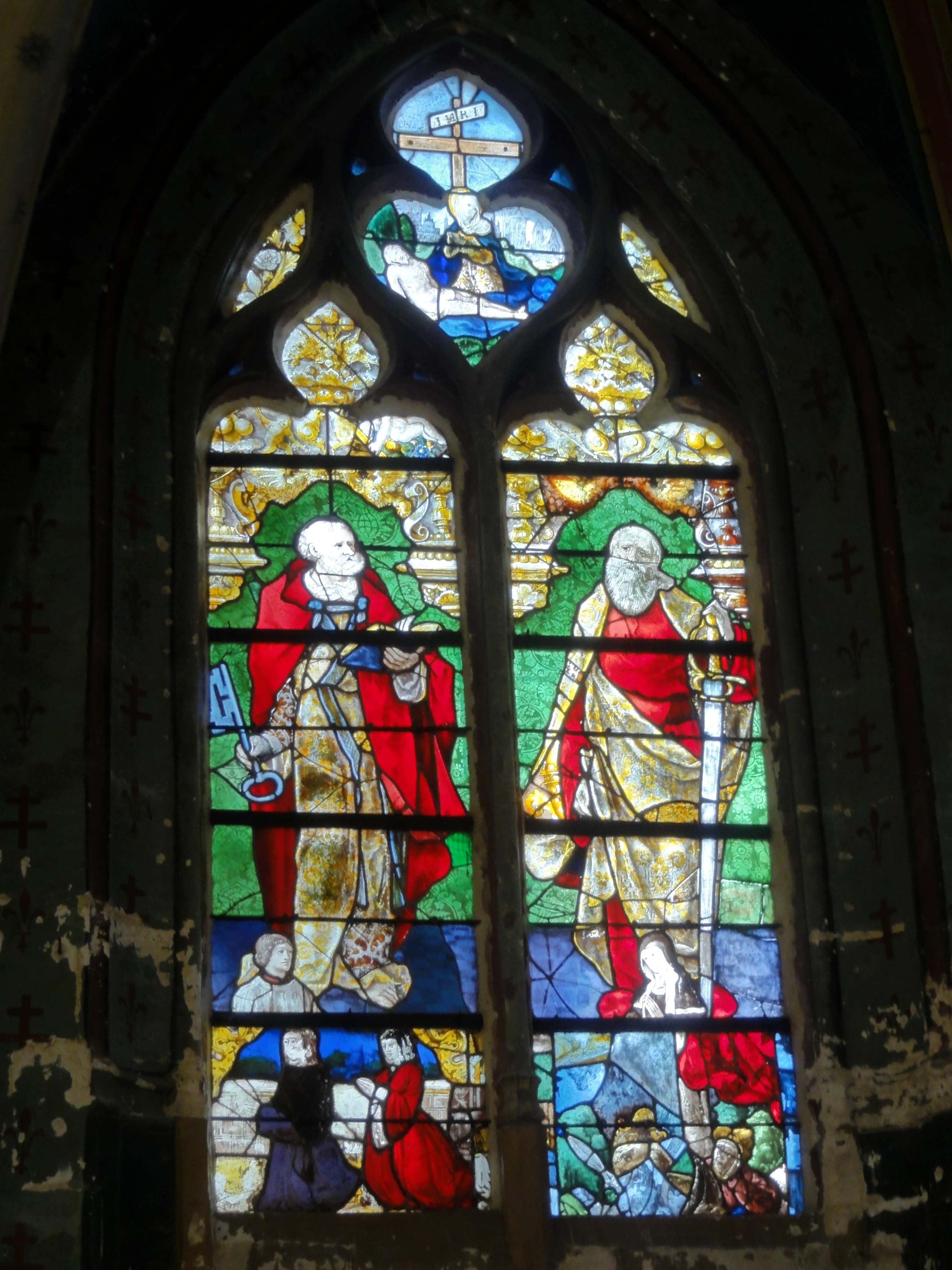
Peter-und-Paul-Fenster in Fitz-James

Das Peter-und-Paul-Fenster in der katholischen Pfarrkirche St-Pierre-St-Paul in Fitz-James, einer französischen Gemeinde im Département Oise in der Region Hauts-de-France, wurde in der ersten Hälfte des 16. Jahrhunderts geschaffen. Das Bleiglasfenster im Stil der Renaissance wurde im Jahr 1906 als Monument historique in die Liste der denkmalgeschützten Objekte (Base Palissy) in Frankreich aufgenommen.

## Beschreibung
Das drei Meter hohe und 1,40 Meter breite Fenster Nr. 1 im Chor mit zwei Lanzetten stammt aus einer unbekannten Werkstatt. Es stellt die Apostel Petrus (links mit Schlüssel) und Paulus (rechts mit Schwert) dar. Links unten sind ein unbekannter Stifter und rechts unten eine Stifterin, bei aus einem anderen Fenster stammend, zu sehen. Im Maßwerk ist eine Pietà dargestellt.
Das Fenster wurde nach 1918 vom Atelier Claude Courageux in Crèvecœur-le-Grand restauriert.